# جون د. ماركس
جون د. ماركس (بالإنجليزية: John D. Marks)‏ هو كاتب أمريكي، ولد في 21 فبراير 1943.